# 约尔德伦德
约尔德伦德（德語：Joldelund）是德国石勒苏益格－荷尔斯泰因州的一个市镇。总面积19.12平方公里，总人口736人，其中男性375人，女性361人（2011年12月31日），人口密度38人/平方公里。